# Cerkiew św. Mikołaja w Żelichowie
Cerkiew Świętego Mikołaja w Żelichowie – cerkiew greckokatolicka pod wezwaniem świętego Mikołaja, we wsi Żelichowo, w gminie Nowy Dwór Gdański, w województwie pomorskim.
Świątynia została wybudowana w połowie XIV wieku. Z czasów średniowiecza zachowało się tylko prezbiterium. Nawa została wybudowana w latach 1637–1647 po katastrofie budowlanej. Wieża kilkakrotnie remontowana, została rozebrana w 1945 roku. Przez wiele lat w kościele mieli swoją siedzibę dziekani z Nowego Dworu Gdańskiego. Z tych czasów zachowało się bogate wyposażenie wnętrza oraz polichromia z żywotami świętych. Budowla została przejęta w 2002 przez grekokatolików.
W 2010 kapitalnemu remontowi została poddana konstrukcja więźby dachowej i zostało wymienione pokrycie dachu cerkwi. W 2011 poddano remontowi fundamenty, została założona izolacja pozioma ścian, został zniwelowany grunt wokół świątyni. Elewacje zewnętrzne i wewnętrzne zostały zdezynfekowane i zostały założone tynki osuszające.

## Galeria

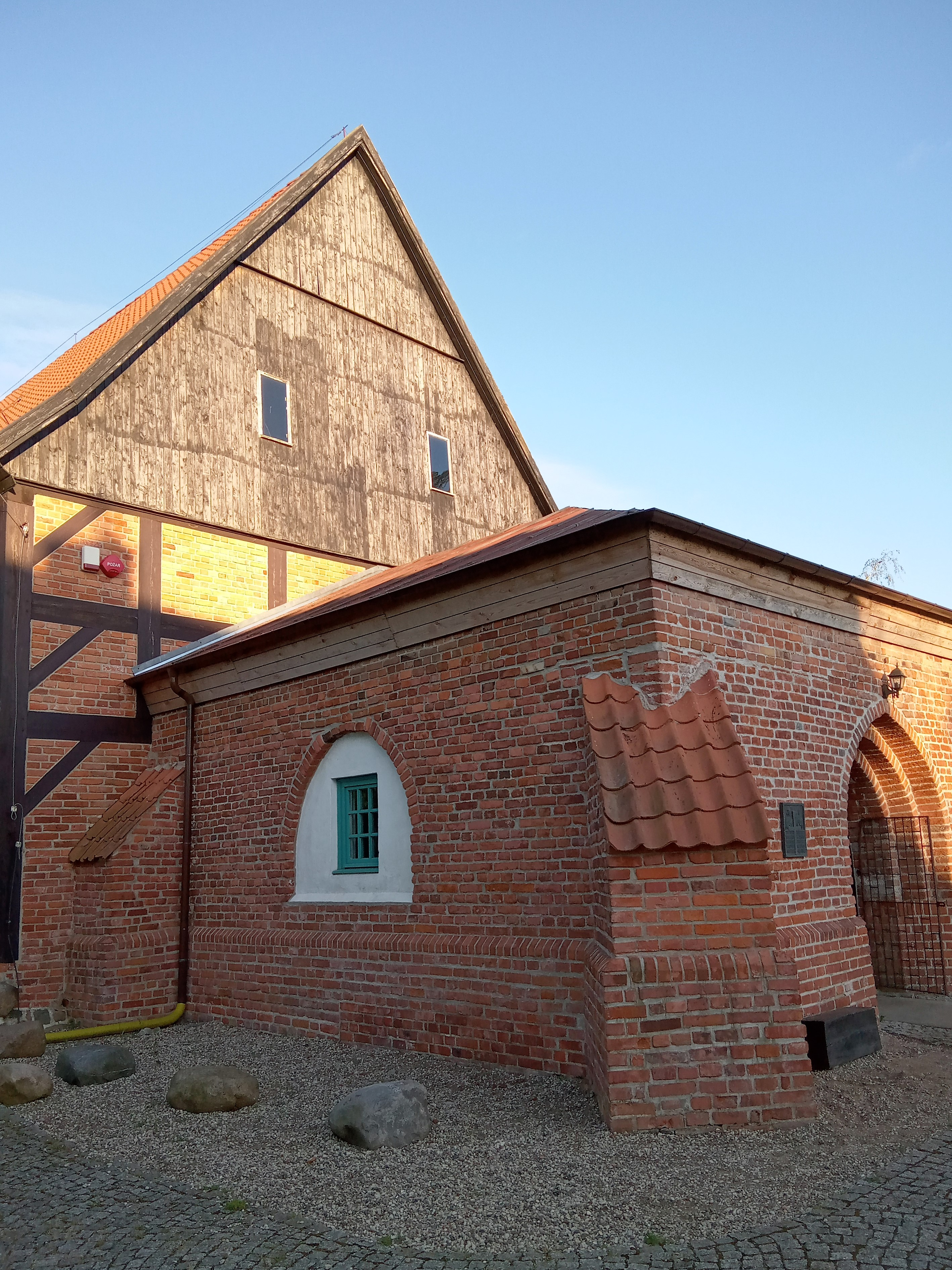
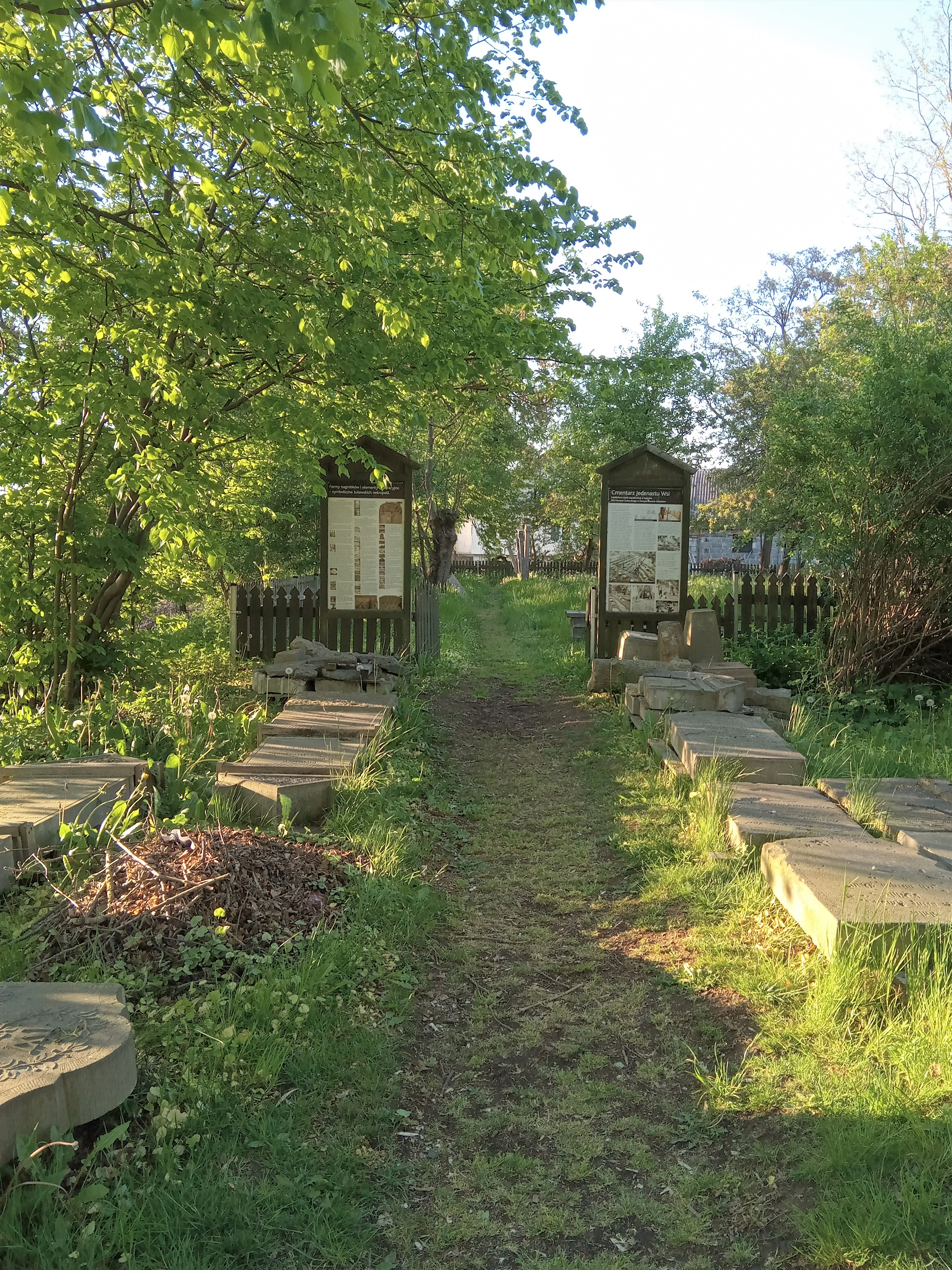
Lapidarium niedaleko cerkwi
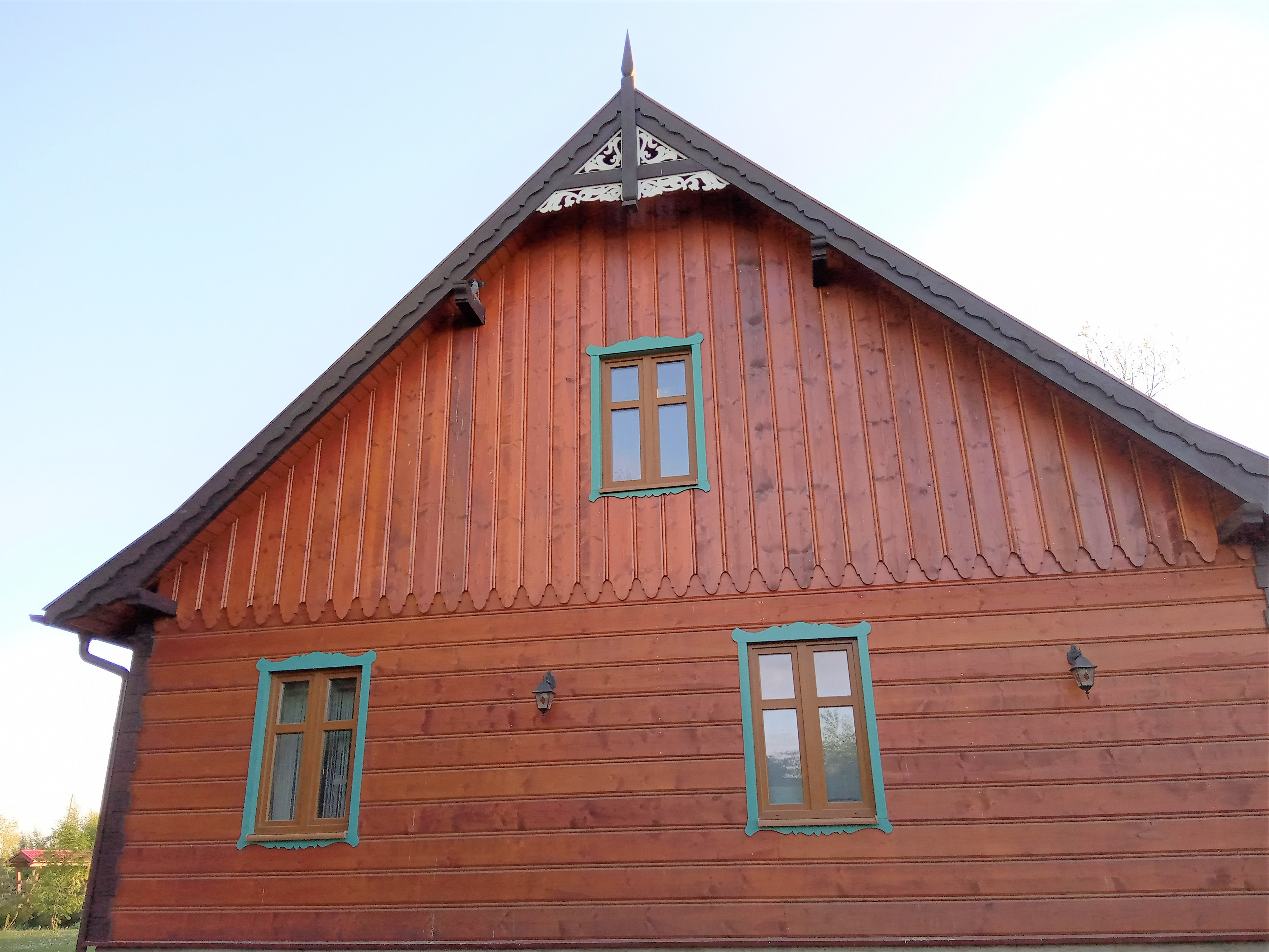
Dom parafialny przy cerkwi
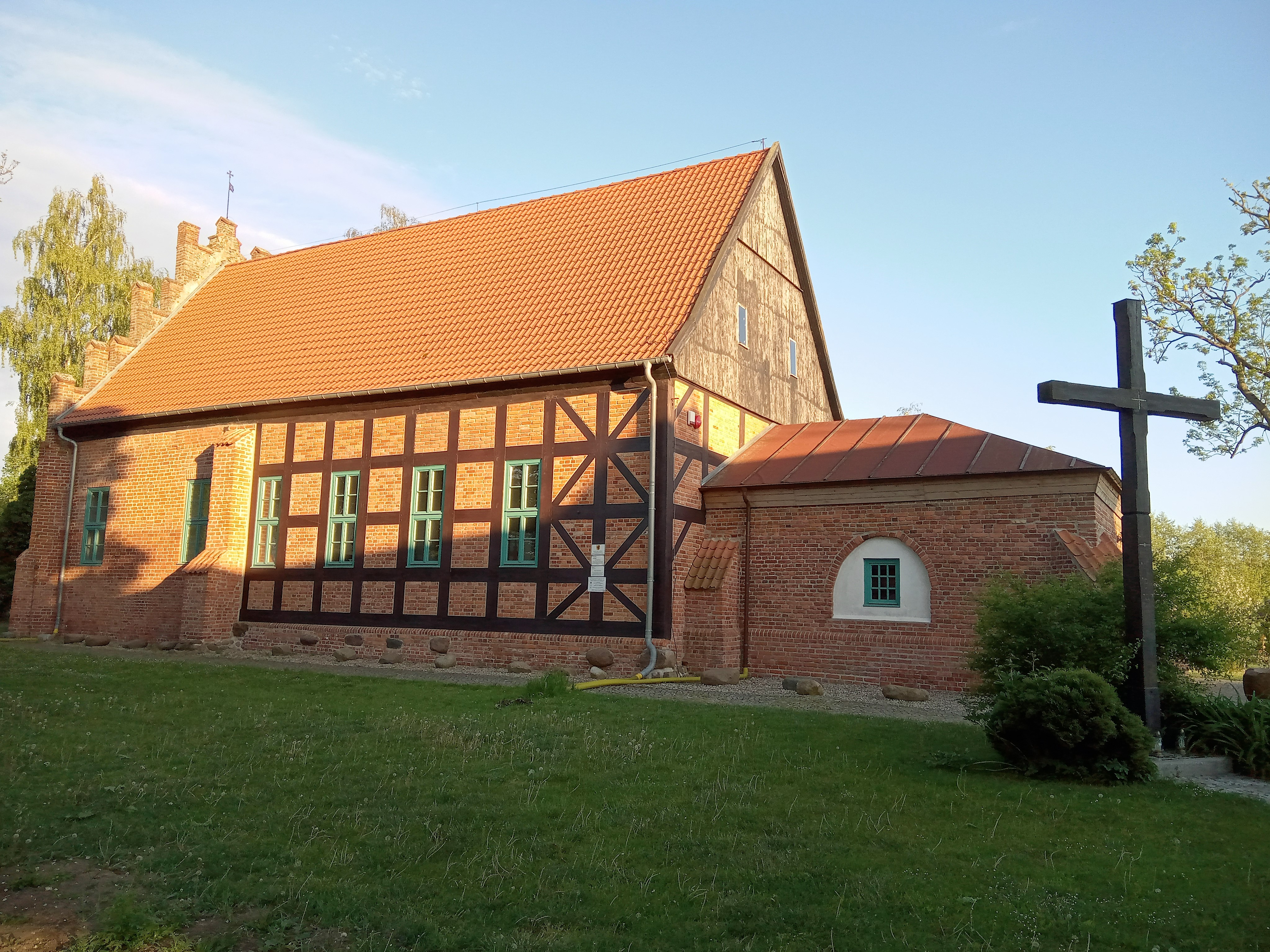
Widok z boku na świątynię
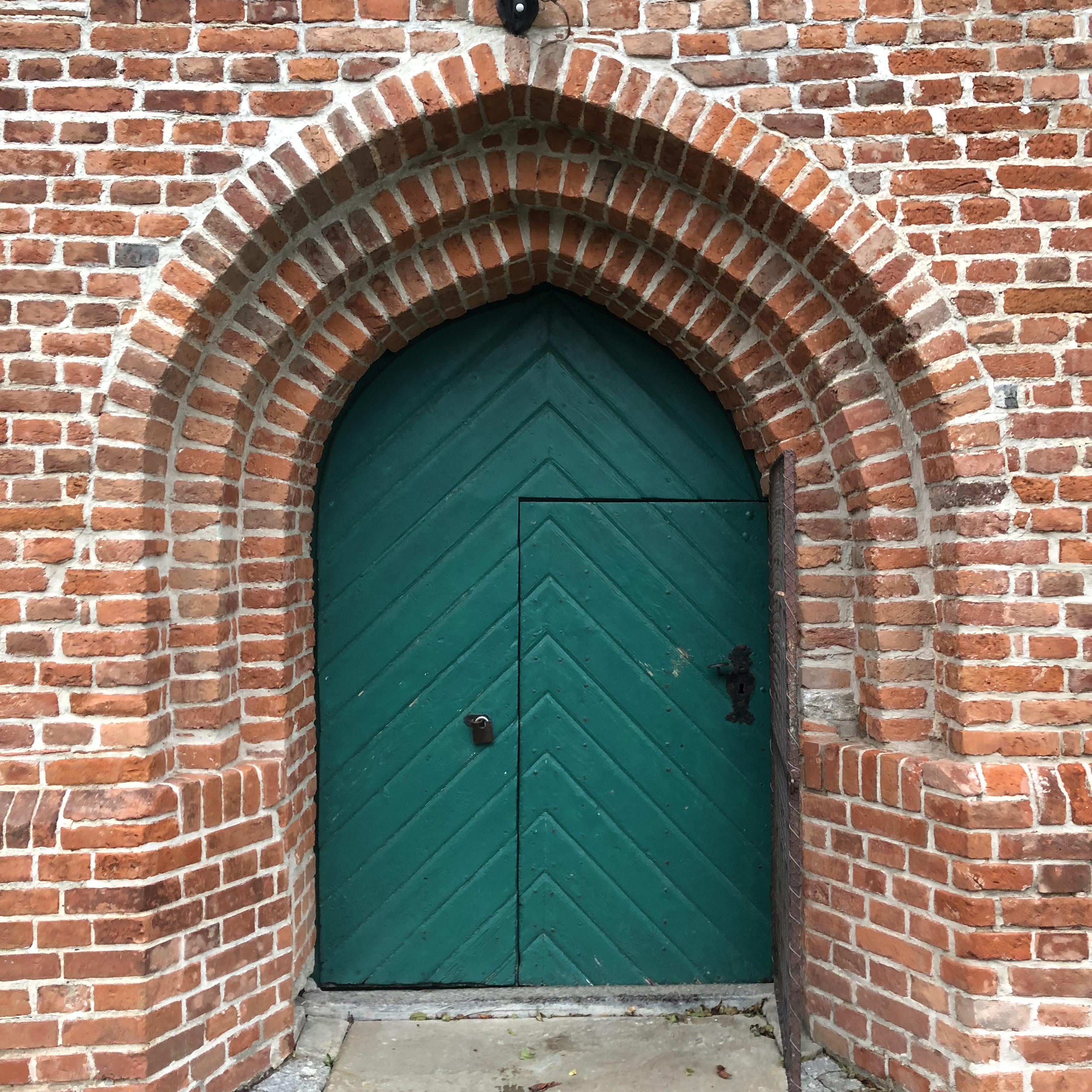
Drzwi do cerkwi
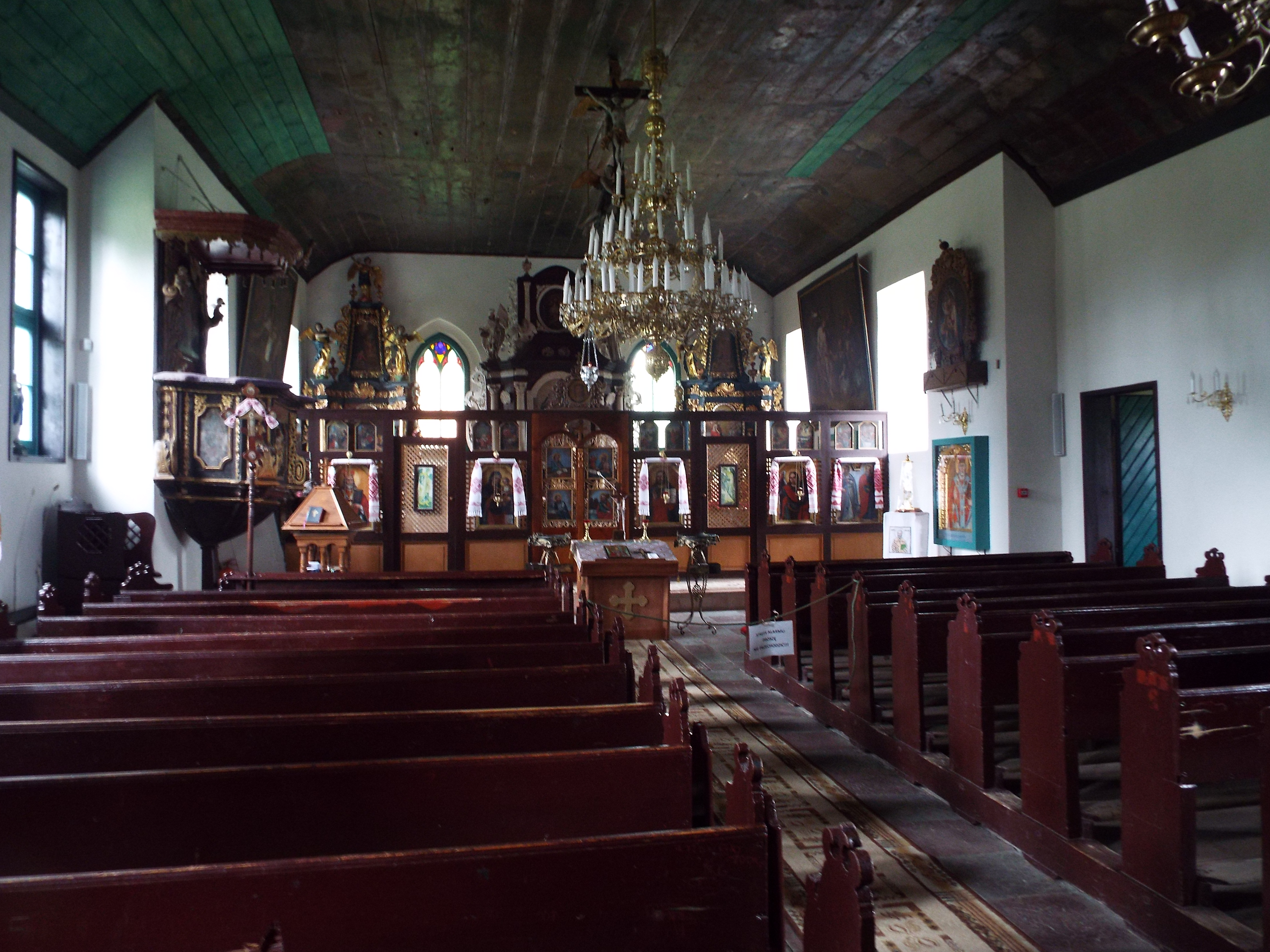
Wnętrze cerkwi